# Estación Guilhermina-Esperança

Estación Guilhermina-Esperança es una estación de la Línea 3-Roja del metro de la ciudad Brasileña de São Paulo.
Fue inaugurada el 27 de agosto de 1988. Está ubicada en la Rua Astorga, 800. La estación era llamada "Vila Esperança" luego de su inauguración, modificando su nombre tres meses después del inicio de las operaciones.

## Características
Estación construida en el nivel de la superficie, con entrepiso de distribución sobre la plataforma central y estructura en concreto aparente con techado espacial metálico entrelazado. El estacionamiento para automóviles que atiende a la estación es tercerizado.
Posee acceso para discapacitados físicos a través de ascensores.
Capacidad de hasta 20 mil pasajeros por hora.
Área construida de 9.795 m².

## Puntos de interés y utilidad pública
- Escola Oniki[3]
- Iglesia Presbiteriana de Vila Esperança
- Iglesia São Francisco de Assis
- Congregación Cristiana de Brasil
- Cuartel de la Policía Militar

## Obras de arte
La estación no forma parte del "Itinerario de Arte en las Estaciones" (Metro de São Paulo).

## Líneas de SPTrans
Líneas de la SPTrans que salen de la Estación Guilhermina-Esperança del Metro:
| Línea | Prefijo | Letrero Ida                 | Letrero Volta       |
| ----- | ------- | --------------------------- | ------------------- |
| 2717  | 10      | Metro Guilhermina-Esperança | Cangaíba            |
| 2720  | 10      | Metro Guilhermina-Esperança | Jd. Belém           |
| 2720  | 31      | Metro Guilhermina-Esperança | Jd. Belém           |
| 2722  | 10      | Metro Guilhermina-Esperança | Jd. Veronia         |
| 2722  | 31      | Metro Guilhermina-Esperança | Jd. Veronia         |
| 3737  | 10      | Metro Guilhermina-Esperança | Shopping Aricanduva |
| 3737  | 31      | Metro Guilhermina-Esperança | Circular            |
| 3737  | 41      | Metro Guilhermina-Esperança | Jd. Fernandes       |
| 3790  | 10      | Metro Guilhermina-Esperança | Barro Branco        |

## Tabla
| Sigla | Estación              | Inauguración         | Capacidad                  | Integración              | Plataformas | Posición   | Comentarios                                                                 |
| ----- | --------------------- | -------------------- | -------------------------- | ------------------------ | ----------- | ---------- | --------------------------------------------------------------------------- |
| VPA   | Guilhermina-Esperança | 27 de agosto de 1988 | 20 mil pasajeros hora/pico | Bilhete Único de SPTrans | Central     | Superficie | Estación con estructura de concreto aparente, techado metálico entrelazado. |